# ダム湖百選

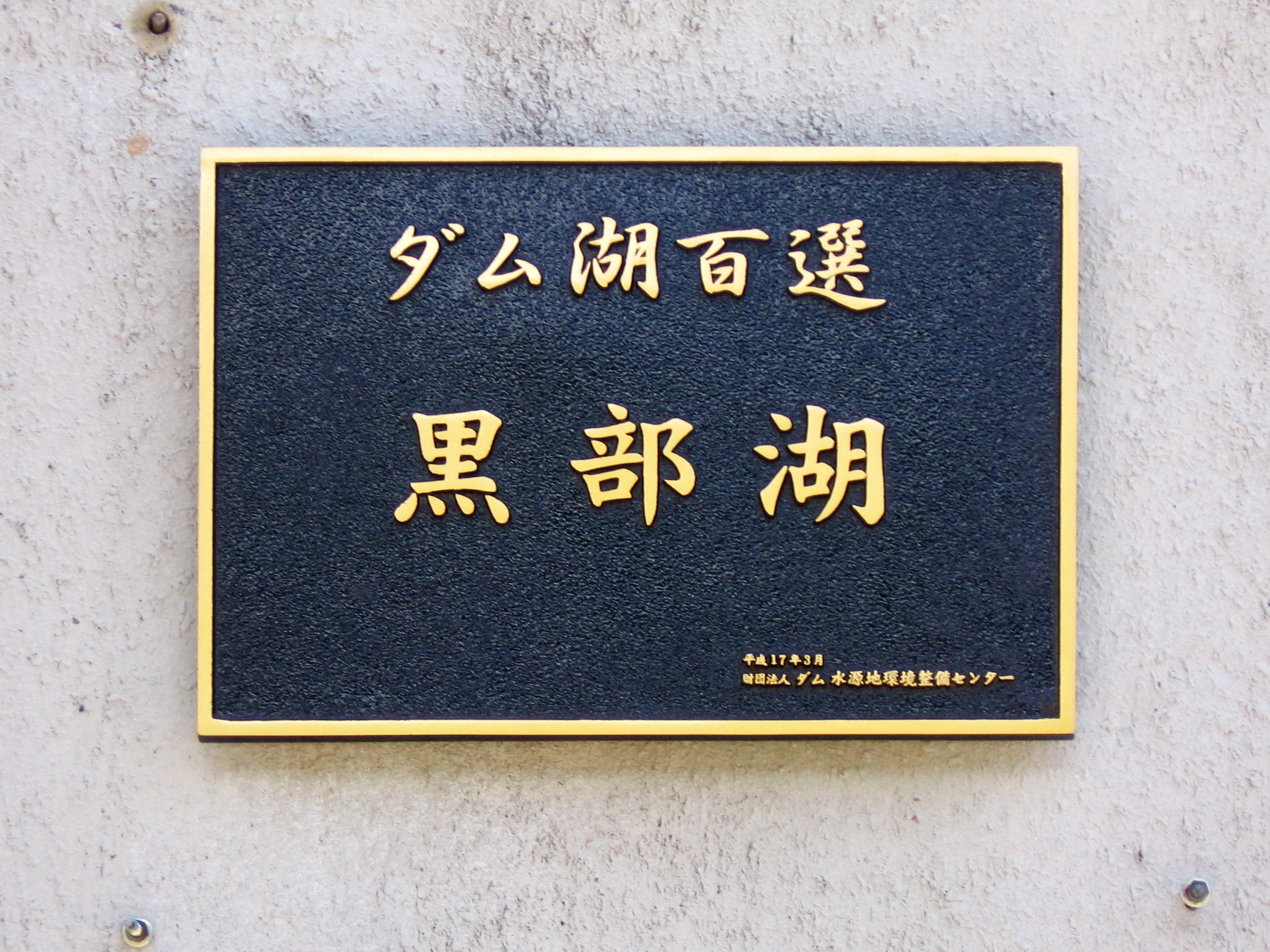
ダム湖百選プレートの例（黒部湖）

ダム湖百選（ダムこひゃくせん）は、2005年（平成17年）に制定された制度で、所在する地方自治体首長の推薦を受けて財団法人ダム水源地環境整備センター（現・一般財団法人水源地環境センター）が選定したダム湖のことである。

## 制定までの流れ
ダムは治水・利水に大きな役割を果たしているが、その一方で建設される水源地域への負担が極めて過重であった。水没予定地の住民に対する負担もさることながら、水没する地域の産業も大きく破壊されることからダム完成後急速に過疎が進行する地域・自治体が後を絶たなかった。
蜂の巣城紛争において「生活再建」と「地域振興」が大きな問題としてクローズアップされ、これが1973年（昭和48年）の水源地域対策特別措置法（水特法）の制定に結実する。この法律で事業者は法指定されたダムに関しては地域振興のためのインフラ整備等を行うことが義務付けられ、これ以降特に大規模ダム事業においては水特法の指定によるダム周辺整備が行われた。一方、温井ダムなど法律の対象外となったダムにおいても事業者と地域住民による生活再建・地域振興策が検討されていった。こうして水源地域にとって本来犠牲を強いられるダム建設を、逆に観光資源として地域活性化に役立てようとする風潮が形成されていった。
1988年（昭和63年）にダム周辺地域の環境整備・水没補償・地域振興の促進を援護する役割を持つ財団法人・ダム水源地環境整備センターが設立された。折から森林浴ブーム等で山間部へ足を運ぶ観光客の数が増加していたが、建設省（現・国土交通省）は従来の閉鎖的なダム管理方針を大きく転換。1992年（平成4年）より「地域に開かれたダム」事業を展開し、建設省直轄・水資源開発公団（現・独立行政法人水資源機構）管理ダムについて地域振興のための積極的ダム開放と周辺整備を実施した。こうしたことから従来限定的であったダムの観光資源化が大きく促進され、宮ヶ瀬ダム・御所ダムでは年間100万人以上の観光客を集める一大観光地に成長した。
この流れをさらに促進し、かつ地域に親しまれるダム作りそして偏向的に見られがちなダム事業を正しくアピールし地域になくてはならないダムの役割を一般に広く認知してもらう施策として、「ダム湖百選」が選定された。選定については所在する地方自治体首長からの推薦を受けたダム湖が選定されるが、その理由は様々である。百選に選定されたダム湖には国立公園、国定公園に指定された場所に位置する自然度の高いダム湖や、地域のレクリェーションスポットとしてのダム湖、温泉など周辺整備により観光地化したダム湖などバラエティに富んでいる。現在65箇所のダム湖が選定されているが、今後増えていくものと考えられる。

## 一覧
| NO | ダム湖              | 画像 | 湖所在地                                                        | 水系       | 河川         | ダム           | 事業者                   | 公園・施設・特記事項等                              |
| -- | ------------------- | ---- | --------------------------------------------------------------- | ---------- | ------------ | -------------- | ------------------------ | --------------------------------------------------- |
| 1  | 富里湖              |      | 北海道北見市                                                    | 常呂川     | 仁頃川       | 富里ダム       | 北見市                   | 北見市富里湖森林公園                                |
| 2  | 聖台ダム公園        |      | 北海道上川郡美瑛町                                              | 石狩川     | 宇英別川     | 聖台ダム       | 北海道                   | 土木学会選奨土木遺産 かおり風景100選                |
| 3  | かなやま湖          |      | 北海道空知郡南富良野町                                          | 石狩川     | 空知川       | 金山ダム       | 国土交通省北海道開発局   | 富良野芦別道立自然公園 かおり風景100選              |
| 4  | 定山湖              |      | 北海道札幌市南区                                                | 石狩川     | 豊平川       | 豊平峡ダム     | 国土交通省北海道開発局   | 支笏洞爺国立公園 水源の森百選                       |
| 5  | 笹流貯水池          |      | 北海道函館市                                                    | 亀田川     | 笹流川       | 笹流ダム       | 函館市企業局上下水道部   | 土木学会選奨土木遺産 日本初のバットレスダム         |
| 6  | かわうち湖          |      | 青森県むつ市                                                    | 川内川     | 川内川       | 川内ダム       | 青森県                   | 本州最北のダム湖                                    |
| 7  | 岩洞湖              |      | 岩手県盛岡市                                                    | 北上川     | 丹藤川       | 岩洞ダム       | 岩手県                   | 外山早坂高原県立自然公園                            |
| 8  | 御所湖              |      | 岩手県盛岡市                                                    | 北上川     | 雫石川       | 御所ダム       | 国土交通省東北地方整備局 | 岩手県立御所湖広域公園                              |
| 9  | 田瀬湖              |      | 岩手県花巻市 岩手県遠野市                                       | 北上川     | 猿ヶ石川     | 田瀬ダム       | 国土交通省東北地方整備局 |                                                     |
| 10 | 錦秋湖              |      | 岩手県和賀郡西和賀町                                            | 北上川     | 和賀川       | 湯田ダム       | 国土交通省東北地方整備局 | 湯田温泉峡県立自然公園                              |
| 11 | 七ッ森湖            |      | 宮城県黒川郡大和町                                              | 鳴瀬川     | 南川         | 南川ダム       | 宮城県                   | 七ツ森湖畔公園                                      |
| 12 | あさひな湖          |      | 宮城県黒川郡大和町                                              | 鳴瀬川     | 宮床川       | 宮床ダム       | 宮城県                   |                                                     |
| 13 | 釜房湖              |      | 宮城県柴田郡川崎町                                              | 名取川     | 碁石川       | 釜房ダム       | 国土交通省東北地方整備局 | 国営みちのく杜の湖畔公園 湖沼水質保全特別措置法指定 |
| 14 | 七ヶ宿湖            |      | 宮城県刈田郡七ヶ宿町                                            | 阿武隈川   | 白石川       | 七ヶ宿ダム     | 国土交通省東北地方整備局 | 七ヶ宿ダム自然休養公園                              |
| 15 | 宝仙湖              |      | 秋田県仙北市                                                    | 雄物川     | 玉川         | 玉川ダム       | 国土交通省東北地方整備局 |                                                     |
| 16 | 月山湖              |      | 山形県西村山郡西川町                                            | 最上川     | 寒河江川     | 寒河江ダム     | 国土交通省東北地方整備局 |                                                     |
| 17 | 羽鳥湖              |      | 福島県岩瀬郡天栄村                                              | 阿賀野川   | 鶴沼川       | 羽鳥ダム       | 農林水産省東北農政局     |                                                     |
| 18 | 田子倉湖            |      | 福島県南会津郡只見町                                            | 阿賀野川   | 只見川       | 田子倉ダム     | 電源開発                 | 越後三山只見国定公園                                |
| 19 | 奥只見湖 （銀山湖） |      | 福島県南会津郡桧枝岐村 新潟県魚沼市                             | 阿賀野川   | 只見川       | 奥只見ダム     | 電源開発                 | 越後三山只見国定公園                                |
| 20 | 奥利根湖            |      | 群馬県利根郡みなかみ町                                          | 利根川     | 利根川       | 矢木沢ダム     | 水資源機構               | 利根川上流ダム群                                    |
| 21 | ならまた湖          |      | 群馬県利根郡みなかみ町                                          | 利根川     | 楢俣川       | 奈良俣ダム     | 水資源機構               | 利根川上流ダム群                                    |
| 22 | 野反湖              |      | 群馬県吾妻郡中之条町                                            | 信濃川     | 中津川       | 野反ダム       | 東京電力                 | 上信越高原国立公園                                  |
| 23 | 赤谷湖              |      | 群馬県利根郡みなかみ町                                          | 利根川     | 赤谷川       | 相俣ダム       | 国土交通省関東地方整備局 | 利根川上流ダム群                                    |
| 24 | 草木湖              |      | 群馬県みどり市                                                  | 利根川     | 渡良瀬川     | 草木ダム       | 水資源機構               | 利根川上流ダム群                                    |
| 25 | 神流湖              |      | 群馬県藤岡市 群馬県多野郡神流町 埼玉県秩父市 埼玉県児玉郡神川町 | 利根川     | 神流川       | 下久保ダム     | 水資源機構               | 利根川上流ダム群                                    |
| 26 | 狭山湖              |      | 埼玉県所沢市 埼玉県入間市                                       | 荒川       | 柳瀬川       | 山口ダム       | 東京都水道局             | 埼玉県立狭山自然公園                                |
| 27 | 多摩湖              |      | 東京都東大和市                                                  | 荒川       | 北川         | 村山ダム       | 東京都水道局             | 東京都立狭山自然公園                                |
| 28 | 奥多摩湖            |      | 東京都西多摩郡奥多摩町 山梨県北都留郡丹波山村                   | 多摩川     | 多摩川       | 小河内ダム     | 東京都水道局             | 東京都立奥多摩湖畔公園                              |
| 29 | 宮ヶ瀬湖            |      | 神奈川県相模原市 神奈川県愛甲郡愛川町 神奈川県愛甲郡清川村      | 相模川     | 中津川       | 宮ヶ瀬ダム     | 国土交通省関東地方整備局 | 神奈川県立あいかわ公園                              |
| 30 | 丹沢湖              |      | 神奈川県足柄上郡山北町                                          | 酒匂川     | 河内川       | 三保ダム       | 神奈川県                 | 丹沢大山国定公園                                    |
| 31 | 黒部湖              |      | 富山県中新川郡立山町                                            | 黒部川     | 黒部川       | 黒部ダム       | 関西電力                 | 中部山岳国立公園                                    |
| 32 | 有峰湖              |      | 富山県富山市                                                    | 常願寺川   | 和田川       | 有峰ダム       | 北陸電力                 | 有峰県立自然公園                                    |
| 33 | 高瀬ダム調整湖      |      | 長野県大町市                                                    | 信濃川     | 高瀬川       | 高瀬ダム       | 東京電力                 | 中部山岳国立公園                                    |
| 34 | 奥木曽湖            |      | 長野県木曽郡木祖村                                              | 木曽川     | 木曽川       | 味噌川ダム     | 水資源機構               |                                                     |
| 35 | 高遠湖              |      | 長野県伊那市                                                    | 天竜川     | 三峰川       | 高遠ダム       | 長野県                   | 三峰川水系県立公園                                  |
| 36 | 美和湖              |      | 長野県伊那市                                                    | 天竜川     | 三峰川       | 美和ダム       | 国土交通省中部地方整備局 |                                                     |
| 37 | 恵那峡              |      | 岐阜県恵那市 岐阜県中津川市                                     | 木曽川     | 木曽川       | 大井ダム       | 関西電力                 | 飛騨木曽川国定公園                                  |
| 38 | 阿木川湖            |      | 岐阜県恵那市                                                    | 木曽川     | 阿木川       | 阿木川ダム     | 水資源機構               |                                                     |
| 39 | 佐久間湖            |      | 静岡県浜松市天竜区 愛知県北設楽郡豊根村 長野県下伊那郡天龍村    | 天竜川     | 天竜川       | 佐久間ダム     | 電源開発                 | 天竜奥三河国定公園                                  |
| 40 | 三河湖              |      | 愛知県豊田市                                                    | 矢作川     | 巴川         | 羽布ダム       | 愛知県                   | 愛知高原国定公園                                    |
| 41 | 永源寺湖            |      | 滋賀県東近江市                                                  | 淀川       | 愛知川       | 永源寺ダム     | 滋賀県                   |                                                     |
| 42 | 虹の湖              |      | 京都府南丹市                                                    | 由良川     | 由良川       | 大野ダム       | 京都府                   | 京都丹波高原国定公園 美山大野ダム公園               |
| 43 | 天若湖              |      | 京都府南丹市                                                    | 淀川       | 桂川         | 日吉ダム       | 水資源機構               | 京都丹波高原国定公園                                |
| 44 | 知明湖              |      | 兵庫県川西市                                                    | 淀川       | 一庫大路次川 | 一庫ダム       | 水資源機構               | 猪名川渓谷県立自然公園 兵庫県立一庫公園             |
| 45 | 布引貯水池          |      | 兵庫県神戸市中央区                                              | 生田川     | 生田川       | 布引五本松ダム | 神戸市水道局             | 重要文化財・近代水道百選                            |
| 46 | 池原貯水池          |      | 奈良県吉野郡下北山村                                            | 熊野川     | 北山川       | 池原ダム       | 電源開発                 | 吉野熊野国立公園                                    |
| 47 | 椿山ダム湖          |      | 和歌山県日高郡日高川町                                          | 日高川     | 日高川       | 椿山ダム       | 和歌山県                 |                                                     |
| 48 | 神竜湖              |      | 広島県比婆郡神石高原町 広島県庄原市                             | 高梁川     | 帝釈川       | 帝釈川ダム     | 中国電力                 | 比婆道後帝釈国定公園                                |
| 49 | 八千代湖            |      | 広島県安芸高田市                                                | 江の川     | 江の川       | 土師ダム       | 国土交通省中国地方整備局 |                                                     |
| 50 | 龍姫湖              |      | 広島県山県郡安芸太田町                                          | 太田川     | 滝山川       | 温井ダム       | 国土交通省中国地方整備局 |                                                     |
| 51 | 本庄貯水池          |      | 広島県呉市                                                      | 二河川     | 二河川       | 本庄ダム       | 呉市水道局               | 水道施設関係が重要文化財                            |
| 52 | 弥栄湖              |      | 広島県大竹市 山口県岩国市                                       | 小瀬川     | 小瀬川       | 弥栄ダム       | 国土交通省中国地方整備局 |                                                     |
| 53 | 小野湖              |      | 山口県宇部市                                                    | 厚東川     | 厚東川       | 厚東川ダム     | 山口県                   |                                                     |
| 54 | 満濃池              |      | 香川県仲多度郡まんのう町                                        | 金倉川     | 金倉川       | 満濃池ダム     | 満濃池土地改良区         | ため池百選・登録有形文化財 国営讃岐まんのう公園     |
| 55 | 朝霧湖              |      | 愛媛県西予市                                                    | 肱川       | 肱川         | 野村ダム       | 国土交通省四国地方整備局 |                                                     |
| 56 | さめうら湖          |      | 高知県長岡郡本山町 高知県土佐郡土佐町                           | 吉野川     | 吉野川       | 早明浦ダム     | 水資源機構               |                                                     |
| 57 | 上秋月湖            |      | 福岡県朝倉市                                                    | 筑後川     | 小石原川     | 江川ダム       | 水資源機構               |                                                     |
| 58 | 美奈宜湖            |      | 福岡県朝倉市                                                    | 筑後川     | 佐田川       | 寺内ダム       | 水資源機構               |                                                     |
| 59 | 鷹島海中ダム湖      |      | 長崎県松浦市                                                    | 浦田比水路 | 湾           | 鷹島ダム       | 長崎県                   | 日本唯一の海中ダム                                  |
| 60 | 北川ダム湖          |      | 大分県佐伯市                                                    | 五ヶ瀬川   | 北川         | 北川ダム       | 大分県                   |                                                     |
| 61 | 日向椎葉湖          |      | 宮崎県東臼杵郡椎葉村                                            | 耳川       | 耳川         | 上椎葉ダム     | 九州電力                 | 九州中央山地国定公園 小説家吉川英治命名             |
| 62 | 大鶴湖              |      | 鹿児島県薩摩郡さつま町 鹿児島県伊佐市                           | 川内川     | 川内川       | 鶴田ダム       | 国土交通省九州地方整備局 |                                                     |
| 63 | 福上湖              |      | 沖縄県国頭郡東村                                                | 福地川     | 福地川       | 福地ダム       | 内閣府沖縄総合事務局     |                                                     |
| 64 | かんな湖            |      | 沖縄県国頭郡宜野座村                                            | 漢那福地川 | 漢那福地川   | 漢那ダム       | 内閣府沖縄総合事務局     |                                                     |
| 65 | 倉敷湖              |      | 沖縄県沖縄市                                                    | 比謝川     | 与那原川     | 倉敷ダム       | 沖縄県                   |                                                     |